# H.245

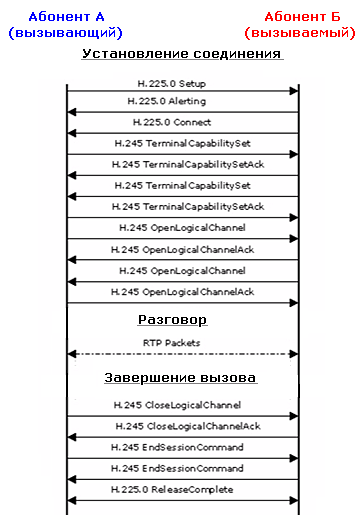
رسائل H.245 و H.225.

H.245 هو بروتوكول قناة التحكم يستخدم مع [في] على سبيل المثال، جلسات الاتصال H.323 و H.324 ، ويتضمن الإرسال الخطي للإشارات غير الهاتفية. بالإضافة إلى ذلك، يوفر إمكانية ضمها ضمن نفق مع H.225.0 لرسائل إشارات المكالمات.هذا يسهل العبور من جدار الحماية.
H.245 قادر على نقل المعلومات اللازمة للاتصال بالوسائط المتعددة، مثل التشفير والتحكم في التدفق وإدارة التقلقل وطلبات التفضيل، وكذلك فتح وإغلاق القنوات المنطقية المستخدمة لنقل تدفق الوسائط. كما يحدد إمكانية الإرسال والاستقبال المنفصلة والوسائل لإرسال هذه التفاصيل إلى الأجهزة الأخرى التي تدعم H.323.

## مشكلة المصافحة
أحد العوائق الرئيسية في النسخة الأولية من التوصية H.323 هو بروتوكول المصافحة H.245 رباعية الأطراف الطويلة المطلوبة أثناء فتح القنوات المنطقية لجلسة المكالمة الهاتفية. قدمت الإصدارات اللاحقة من التوصية H.323 إجراء التوصيل السريع، باستخدام عنصر البداية السريعة لرسالة H.225.0. جلب الاتصال السريع التفاوض إلى مصافحة ثنائية الاتجاه. توصية أخرى، H.460.6 ، ميزة «الاتصال السريع الموسعة» ، موجودة تحدد مصافحة في اتجاه واحد.